# Martiněves
Obec Martiněves se nachází v okrese Litoměřice v Ústeckém kraji. Žije zde 802 obyvatel.

## Historie
První písemná zmínka o obci pochází z roku 1226.

## Obyvatelstvo
| | 1869 | 1880 | 1890 | 1900 | 1910 | 1921 | 1930 | 1950 | 1961 | 1970 | 1980 | 1991 | 2001 | 2011 |
| --- | ---- | ---- | ---- | ---- | ---- | ---- | ---- | ---- | ---- | ---- | ---- | ---- | ---- | ---- |
| Obyvatelé | 214  | 264  | 247  | 262  | 230  | 260  | 177  | 131  | 436  | 379  | 99   | 99   | 97   | 78   |
| Domy | 35   | 32   | 39   | 39   | 39   | 45   | 47   | 43   | 210  | 132  | 28   | 32   | 35   | 38   |
| Tabulka zahrnuje v letech 1961 a 1970 údaje místní části Pohořice. Data z roku 1961 zahrnují i domy místní část Charvatce. |      |      |      |      |      |      |      |      |      |      |      |      |      |      |

## Pamětihodnosti
- Kaple
- Boží muka
- Busta Otakara Hostinského

Při západní hranici martiněveského katastru, avšak již na katastrálním území Mšené-lázně, se na břehu Mšenského potoka nachází přírodní památka Na Dlouhé stráni.

## Rodáci
V obci se narodil Otakar Hostinský, estetik, teoretik hudby a divadla a profesor pražské univerzity.

## Fotogalerie

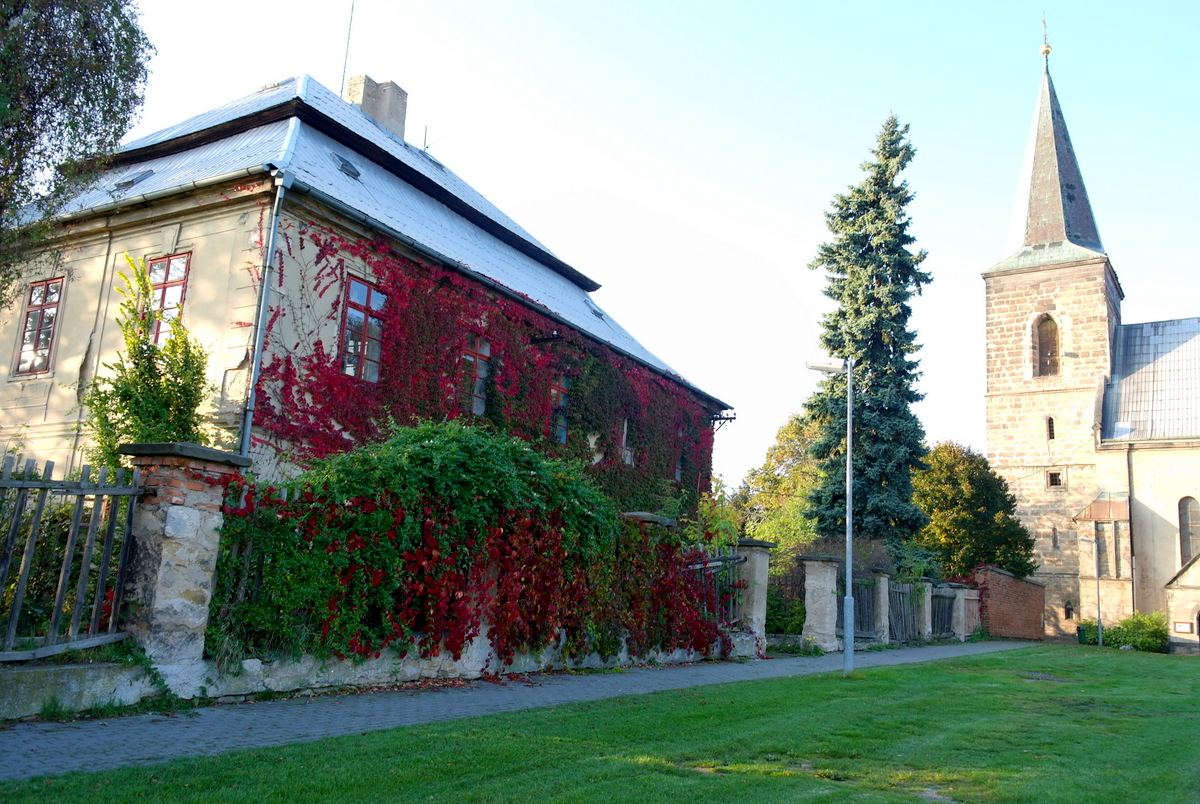
Fara a kostel v Charvatcích
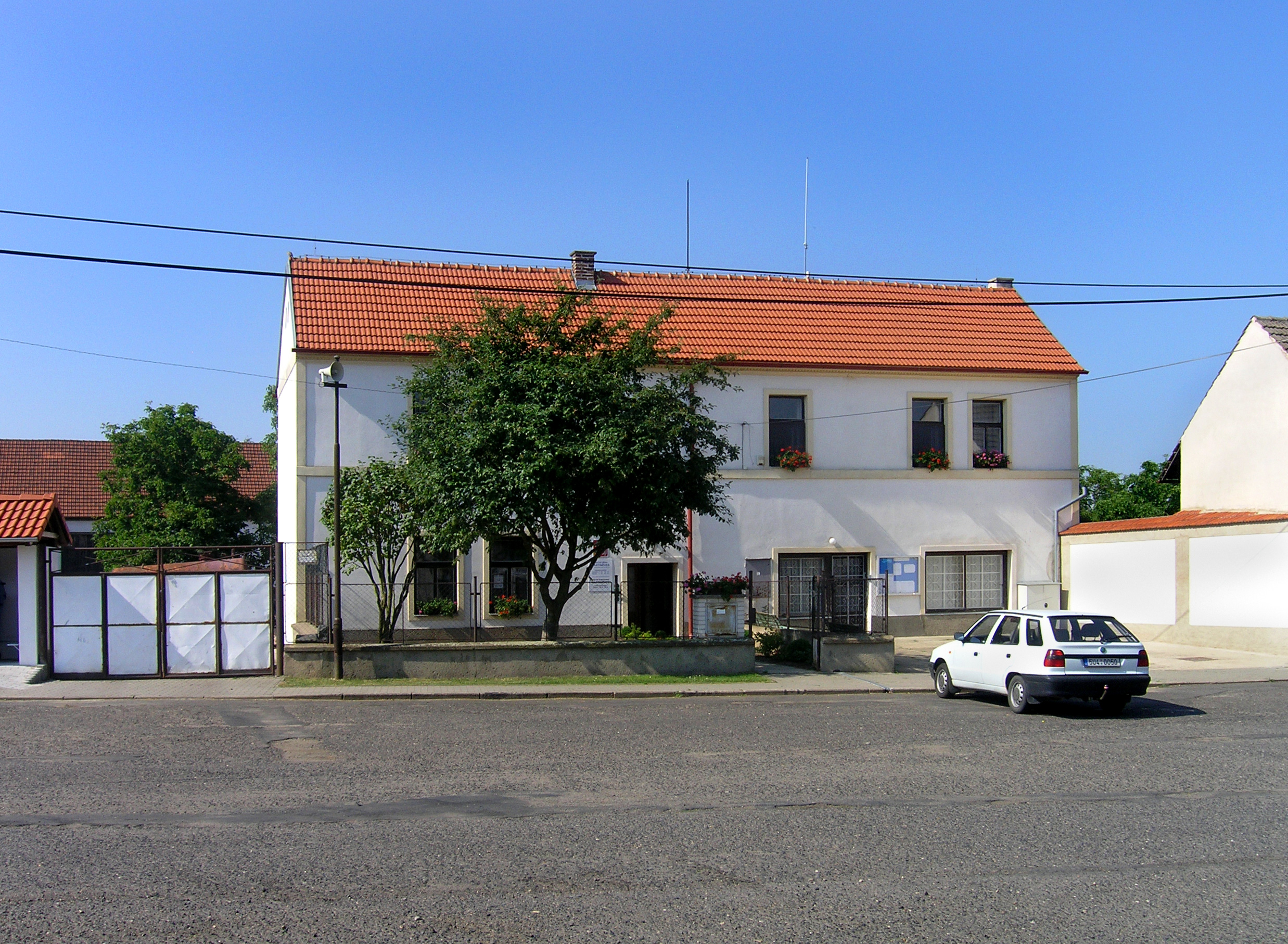
Obecní úřad
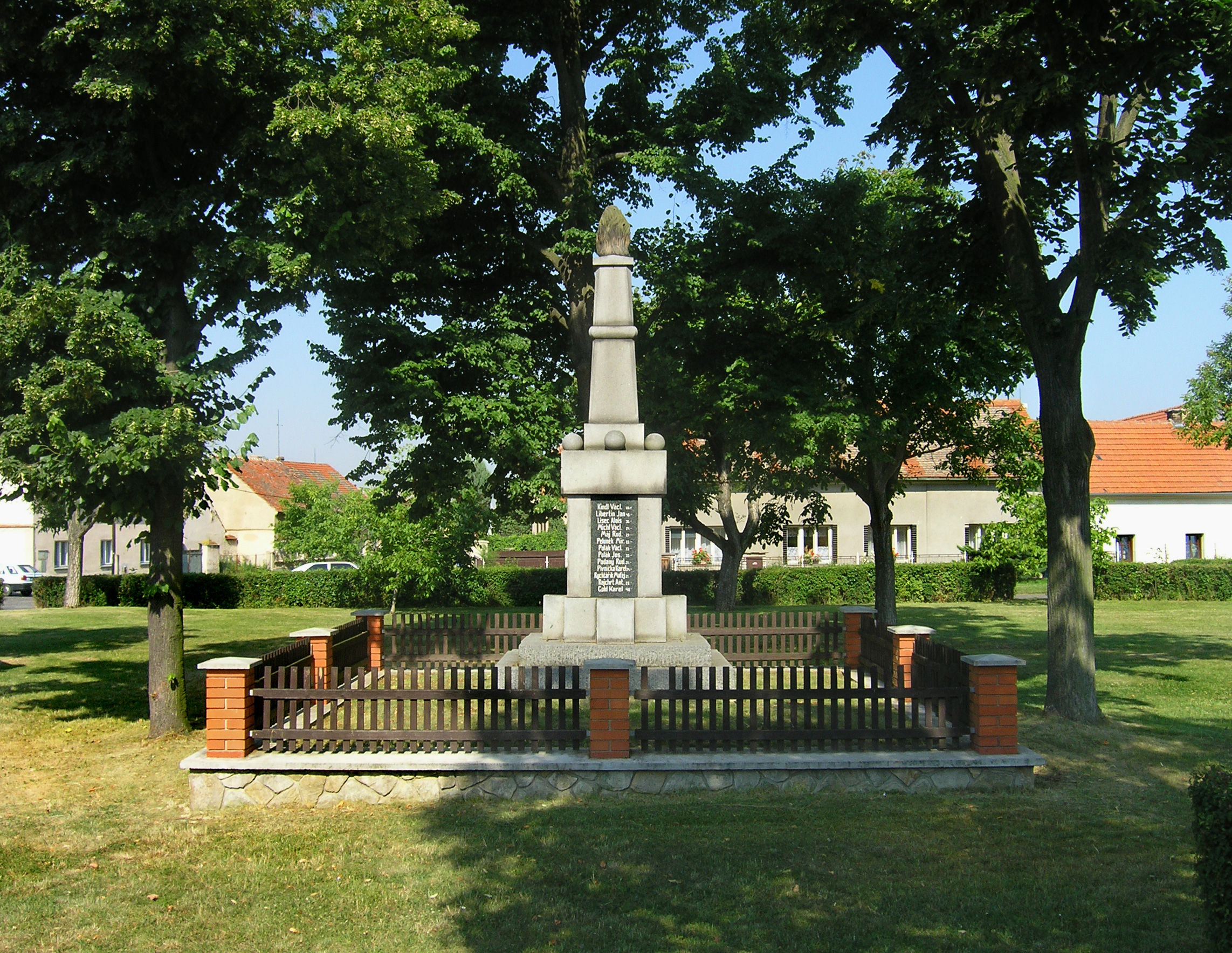
Pohořice, památník obětem 1. světové války
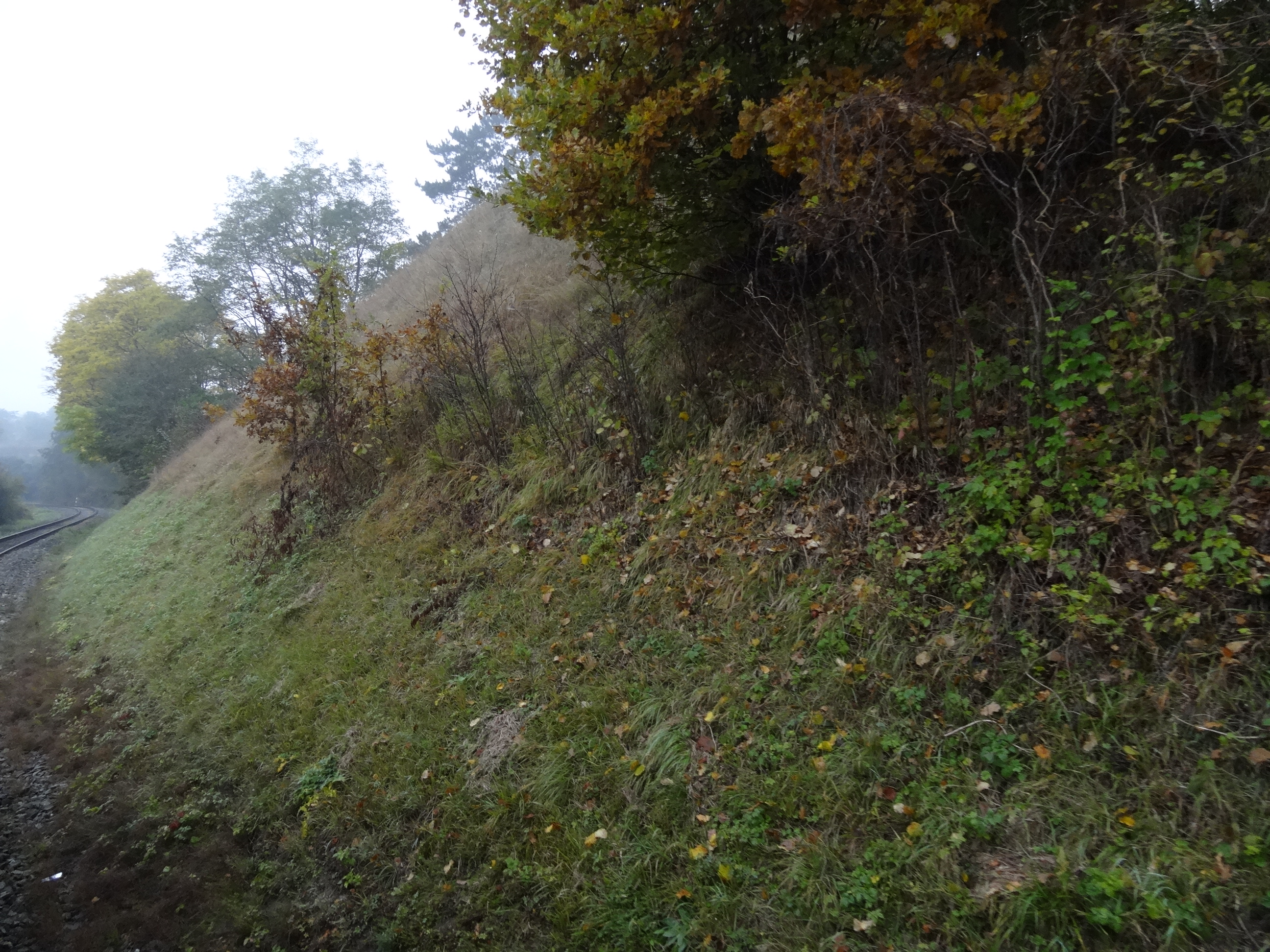
Železniční trať a přírodní památka Na Dlouhé stráni
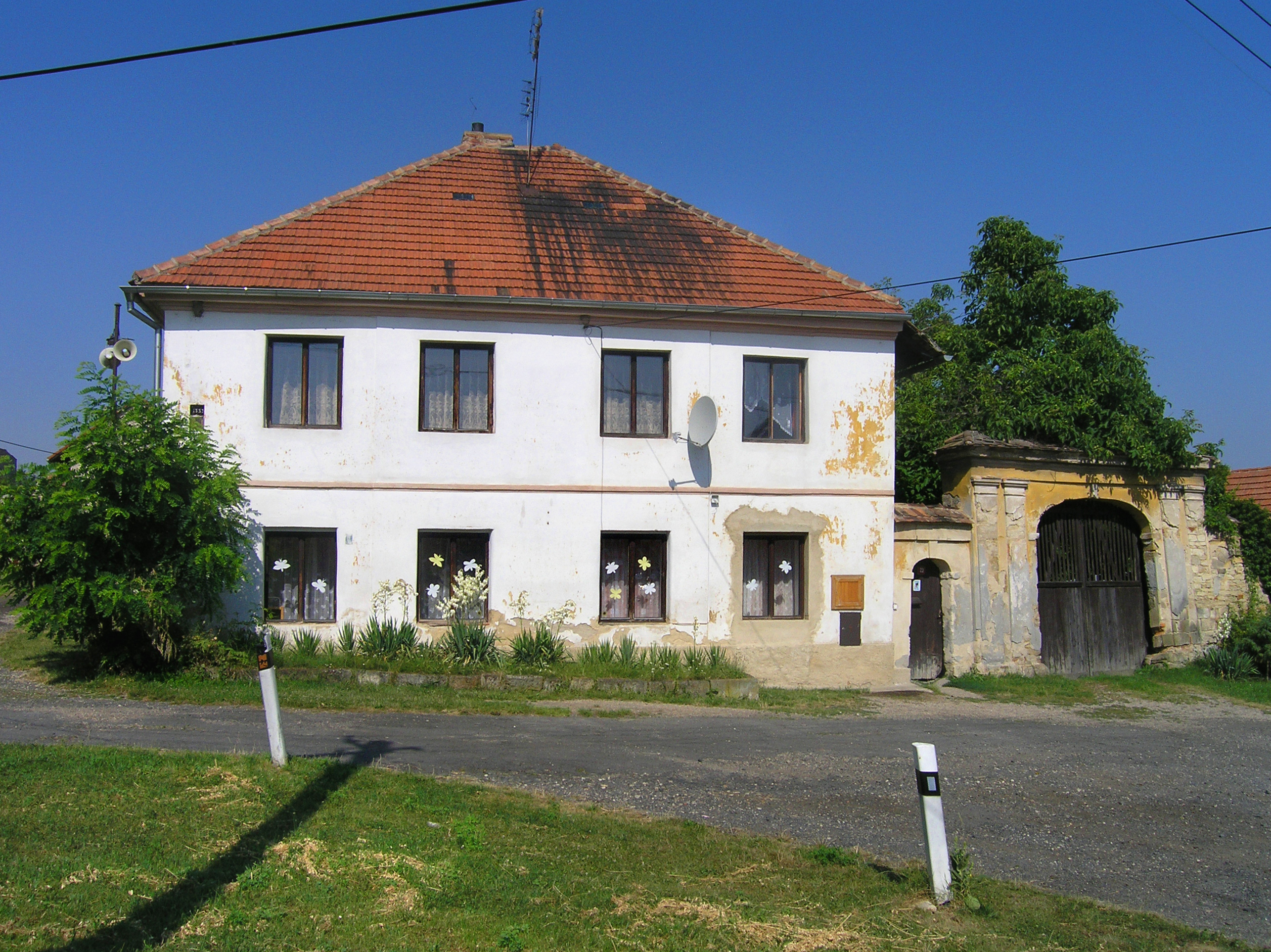
Dům na západě vesnice

## Části obce
- Martiněves
- Charvatce
- Pohořice
- Radešín